# Дрекслер, Хорхе

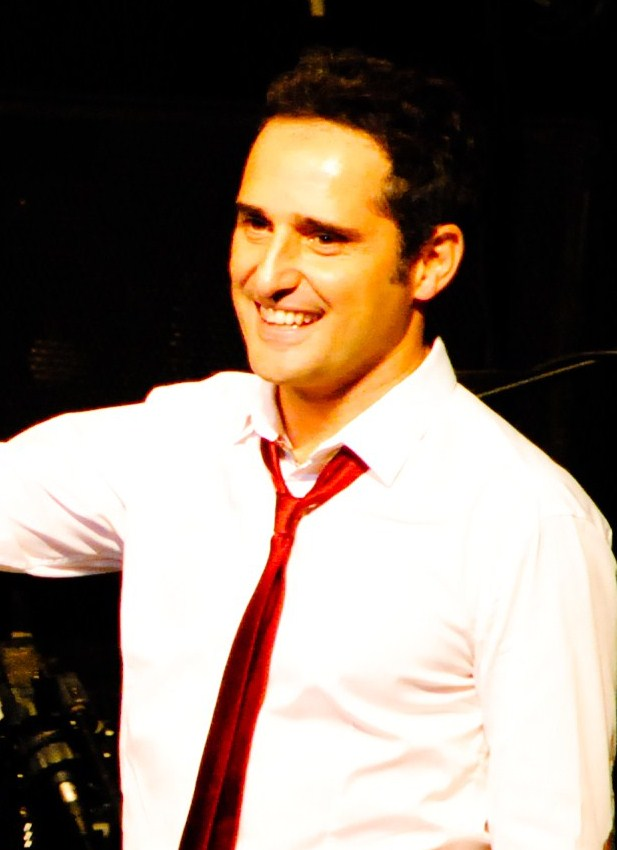
Хорхе Дрекслер

Хорхе Дрекслер (исп. Jorge Drexler; род. 21 сентября 1964, Монтевидео) — уругвайский певец, автор и композитор, отоларинголог, обладатель «Оскара» за лучшую песню («Al otro lado del río» — «На другой стороне реки»).

## Биография

### Семья
Хорхе Дрекслер родился в семье врачей-отоларингологов Гюнтера Дрекслера и Лусеро Прада. Отец Хорхе родился в еврейской семье в Германии, откуда переехал в Южную Америку с родителями в 1939 году после начала Второй мировой войны. Мать Хорхе — коренная уругвайка. У Хорхе есть два младших брата — Даниэль и Диего, а также младшая сестра — Паула.
Несмотря на то, что Хорхе с детства занимался музыкой (благодаря увлечению своего отца искусством), после школы он поступил на медицинский факультет, который с успехом закончил и получил диплом отоларинголога. Однако вскоре он понял, что музыка интересует его больше, и оставил карьеру врача.

### Начало карьеры
Свой первый альбом, «La luz que sabe robar» («Свет, который умеет воровать»), Хорхе выпустил в 1992 году, однако он не имел большого успеха, как и второй его диск, «Radar» («Радар»), выпущенный в 1994. Перелом в карьере музыканта наступил, когда он встретился с испанским исполнителем, композитором и поэтом Хоакином Сабиной, у которого Дрекслер выступил на разогреве в Летнем Театре (Teatro de Verano) Монтевидео в 1995 году. Сабина был впечатлен талантом уругвайца и пригласил его в Испанию, где Хорхе остался и живёт до сих пор.
В Испании Дрекслер постепенно завоевал популярность. Он писал для таких известных исполнителей, как Ана Белен, Виктор Мануэль, Ана Тороха, Ketama и других.

### Оскар
Песня Хорхе Дрекслера «Al otro lado del río» («На другой стороне реки»), написанная для фильма «Дневники мотоциклиста», стала первой испаноязычной песней, получившей премию «Оскар». Хорхе хотел сам исполнить песню на церемонии вручения наград, однако организаторы церемонии решили, что уругвайский исполнитель не достаточно известен и песню должны исполнить Антонио Бандерас и Карлос Сантана. Это решение не понравилось исполнителю главной роли в фильме «Дневники мотоциклиста» Гаэлю Гарсия Берналю, и он отказался присутствовать на премии. Хорхе, получив свою награду, вместо того, чтобы произнести благодарственную речь, пропел несколько строчек песни а-капелла.

### Настоящее время
В 2006 году Дрекслер выпустил альбом «12 segundos de oscuridad» («12 секунд темноты»), который был признан лучшим альбомом года испанской Академией Искусств и Наук. После выхода альбома Хорхе отправился в турне по городам Испании, США и Латинской Америки. Турне завершилось в сентябре 2007 года, после чего последовала новая серия, на этот раз акустических, концертов в Испании. В рамках этого нового тура, названного «Cara B» («Сторона Б»), Дрекслер исполняет как свои старые, так и некоторые новые песни, а также версии композиций других известных музыкантов, таких как канадец Леонард Коэн, бразилец Каэтано Велосо или испанец Кико Венено. В апреле 2008 года вышел первый двойной концертный альбом Хорхе «Cara B» («Сторона Б»), записанный в ноябре 2007 во время серии концертов по небольшим городам вокруг Барселоны.
В 2010 году вышел новый альбом «Amar la trama». Диск был записан в течение четырёх дней в специально оборудованной телевизионной студии, где все песни исполнялись музыкантами при зрителях в живую. В 2014 году Дрекслер выпустил альбом «Bailar en la cueva», записанный в Боготе и Мадриде и отличающийся своим более ритмичным, танцевальным характером.

### Личная жизнь
Хорхе Дрекслер был женат на певице Ане Серрано, в 1998 году у них родился сын Пабло. В 2006 пара рассталась. В данный момент Хорхе встречается с испанской актрисой Леонор Уотлинг. В 2009 году у пары родился сын Лука, а в 2011 году — дочь Леа.

## Дискография
- La luz que sabe robar (Ayuí/Tacuabé, 1992)
- Radar (Ayuí/Tacuabé, 1994)
- Vaivén (Virgin España, 1996)
- Llueve (Virgin España, 1998)
- Frontera (Virgin España, 1999)
- Sea (Virgin España, 2001)
- Eco (Dro Atlántic, 2004)
- Eco² (Dro Atlántic, 2005)
- 12 segundos de oscuridad (Dro Atlántic, 2006)
- Cara B (Dro Atlántic, 2008)
- Amar la trama (Warner Music, 2010)
- Bailar en la cueva (Warner Music Spain, 2014)